# Scapteromys tumidus
Scapteromys tumidus és una espècie de mamífer rosegador de la família dels cricètids pròpia de Sud-amèrica, on viu al Brasil i l'Uruguai. El seu cariotip té 2n = 24, una xifra bastant inferior a la que té el seu parent més proper, S. aquaticus, que té 2n = 32.